# Огненнохвостая амадина
Огненнохвостая амадина (лат. Stagonopleura bella) — австралийская певчая птица семейства вьюрковых ткачиков.

## Описание
Огненнохвостая амадина достигает в длину от 10 до 13 см и весит около 14 г, она немного меньше алмазной амадины. Половой диморфизм отсутствует.
Оперение большей частью оливково-коричневого цвета. Белая грудь имеет тонкие тёмные полоски. На голове чёрная маска с бледно-голубыми кругами вокруг глаз и толстый, красный клюв. Тело пурпурного цвета. Цевки розовые. Крылья короткие и закруглённые, а хвост короткий и округлённый. Молодые птицы имеют менее красочное оперение с меньшей маской на глазах и черноватым клювом.

## Распространение
Огненнохвостая амадина является эндемиком юго-восточной Австралии. Область распространения охватывает территорию от Ньюкасла вплоть до острова Кенгуру. Чаще всего птица встречается на острове Тасмания и других островах. Живёт в прибрежной пустоши, лесах и густом кустарнике, никогда не находясь далеко от воды. В целом, это пугливая птица. Однако на Тасмании она гнездится даже в садах и в парках, а в крупном городе Хобарте, столице австралийского штата Тасмания, — даже в палисадниках.

## Поведение
Огненнохвостая амадина считается оседлой птицей, перемещается только в границах определенной территории. Вне гнездового периода её можно наблюдать в небольших группах численностью до 12 птиц. В австралийском Новом Южном Уэльсе они присоединяются иногда даже к стаям краснобрового астрильда. Полёт очень прямолинейный и часто даже стремительный. Например, когда птица перелетает открытые поляны в относительно густой лесистой местности.

## Питание
Огненнохвостая амадина питается преимущественно семенами трав, а также семенами казуарины и чайного дерева. Иногда питание дополняют мелкие насекомые и улитки. Поиск корма птицы ведут большей частью на земле, причём могут с высокой скоростью перемещаться прыжками на большие расстояния. При опасности беззвучно прижимаются к земле и становятся едва различимы благодаря своей окраске.

## Размножение
В период гнездования с октября по январь огненнохвостая амадина строит гнездо в густой листве деревьев ближе к земле. Гнездо строится из тонких стеблей травы и набивается перьями. По форме оно напоминает бутылку с длинным туннелеобразным входом сбоку, который ведёт к гнездовому помещению.
Обе родительские птицы вместе строят гнездо, высиживают от 5 до 8 яиц примерно 20 дней и кормят выводок, который покидает гнездо через 20 дней. Еще через 4 недели птенцы становятся самостоятельными, половой зрелости достигают в возрасте 9—12 месяцев.

## Содержание
Огненнохвостая амадина не играет существенной роли в содержании декоративных птиц в Европе, да и в Австралии её также редко содержат в неволе. Первая пара птиц была привезена в Европу в мае 1870 года для Лондонского зоопарка. Птиц очень трудно держать в неволе, так как они совсем не подходят для содержания в клетке.